# Beijing apm

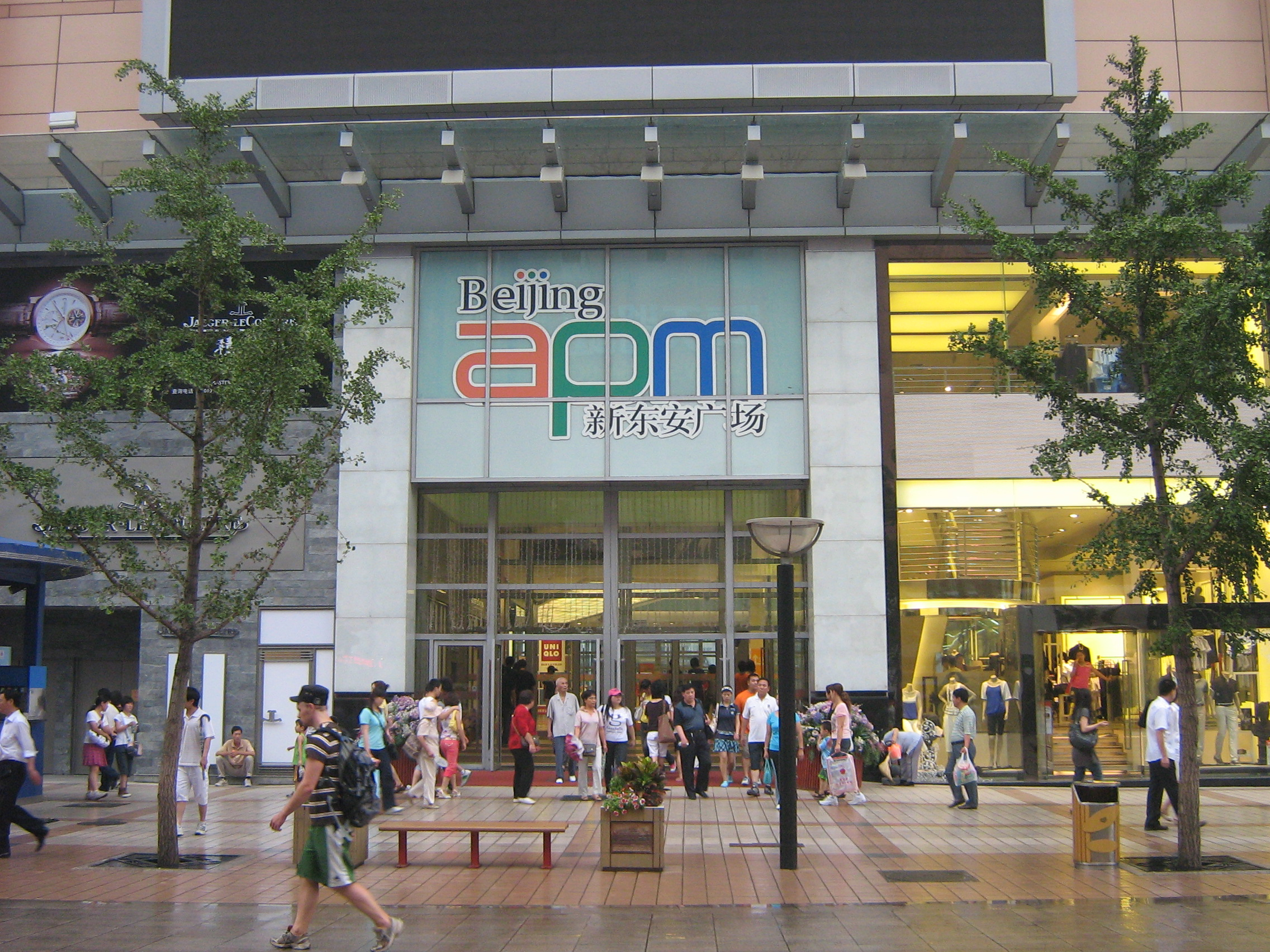
Beijing apm

Beijing apm(중국어: 新东安广场)은 중국 베이징 왕푸징에 있는 쇼핑 센터이다. 1998년 문을 열었으며, 총 6층으로 구성되어 있다.

## 같이 보기
- apm (홍콩)
- OneAPM (Beijing)